# Клаво, Мари
Мари Клаво, известная под псевдонимом Мадемуазель дю Круази (фр. Marie Claveau, Mademoiselle du Croisy; XVII век, Сент-Эрмин — сентябрь 1703, Дурдан, Сена и Уаза) — французская театральная актриса.

## Биография
Мари Клаво родилась в Сент-Эрмине, в семье Луи Клаво, сьера де Ланглуа и Марии Бурсо.
Впервые она вышла замуж в 1635 году за Николя де Леколе, лорда Сен-Мориса. После его смерти она вышла замуж за Филибера Гассо, известного как Дю Круази, в Пуатье 29 июля 1652 года. У них было как минимум две дочери: Анжелика (умерла в возрасте девяти лет) и актриса Мари-Анжелика.
Она присоединилась к труппе Мольера в 1659 году, где получила сценический псевдоним «Мадемуазель дю Круази» (сценический псевдоним, который также взяла её дочь). Её плохая игра и ссоры с другими членами труппы привели к её уходу из неё в 1665 году.
Она умерла в Дурдане в 1703 году.